# Franciscus Raphelengius

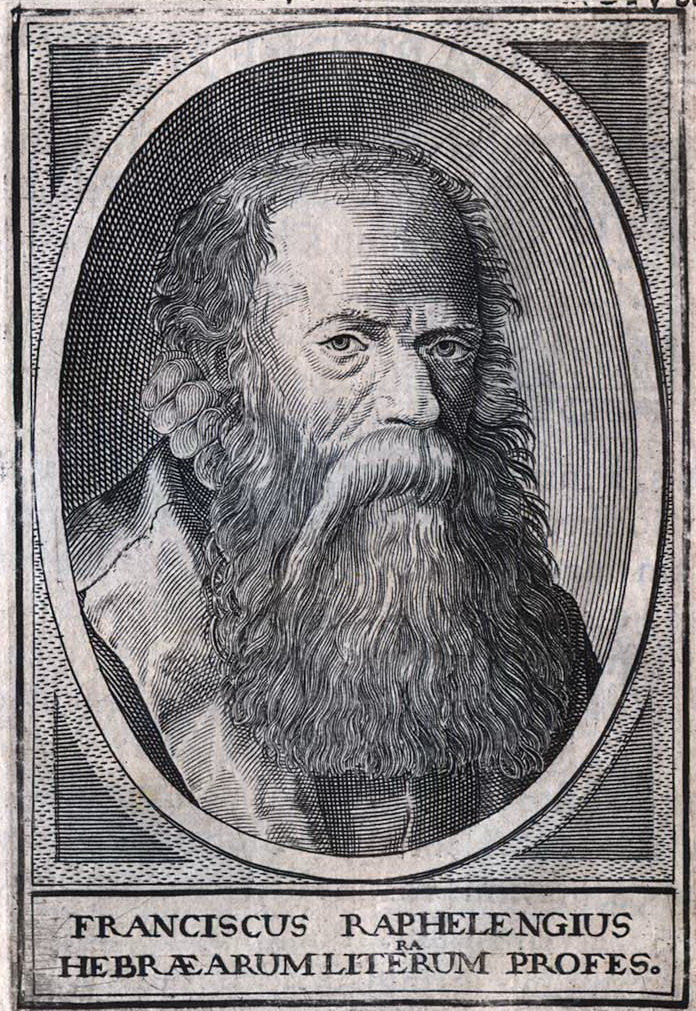
Franciscus Raphelengius

Frans van Ravelingen, latiniserat Franciscus Raphelengius, född 27 februari 1539 i Lannoy, död 20 juli 1597, var en nederländsk filolog och boktryckare.
Raphelengius ägnade sig först åt köpmansbanan, men sedan åt språkliga studier i Paris och blev lärare i grekiska i Cambridge. Efter sitt giftermål (1565) med äldsta dottern till Christophe Plantin blev han snart den egentlige ledaren av dennes berömda tryckeri i Antwerpen och övertog (1586) den av svärfadern upprättade filialen i Leiden, vilken han fortfor att leda, även sedan han mottagit professuren i hebreiska och arabiska vid universitetet i denna stad. Av hans utgivna arbeten märks en hebreisk grammatik (1572) och det postuma Dictionarium chaldaicum lexicon arabicum (1599).